# E.D.E.N. Southworth
Emma Dorothy Eliza Nevitte Southworth (Washington, D.C., 26 de dezembro de 1819 – Georgetwon, D.C., 30 de junho de 1899) foi uma escritora estadunidense, autora de mais de 60 romances, na segunda metade do século XIX. Muitas vezes assinava seus trabalhos como E.D.E.N. Southworth.

## Biografia
E.D.E.N. Southworth foi para o Wisconsin após sua graduação em Washington, D.C.. Ela estudou em uma escola mantida pelo seu padrasto, Joshua L. Henshaw, e em 1840 casou com o inventor Frederick H. Southworth, de Utica, Nova Iorque. Após 1843 ela retornou a Washington, D.C. sem seu marido.
Ela começou a escrever histórias para se sustentar e aos seus filhos quando seu marido a deixou em 1844. Sua primeira história foi "The Irish Refugee", que foi publicada no Baltimore Saturday Visitor. Alguns de seus trabalhos posteirores apareceram no The National Era, o jornal que imprimiu Uncle Tom's Cabin. A maior parte do seu trabalho apareceu como uma série no New York Ledger,de Robert Bonner, que foi lido nas décadas de 1850 e 1860.
Como sua amiga Harriet Beecher Stowe, foi uma defensora da mudança social e direitos de mulheres, mas não foi tão ativa sobre estas questões. Seu primeiro romance, "Retribution", uma série no National Era, foi publicado em forma de livro em 1846, e foi tão bem recebido que ela desistiu de ensino e se tornou uma contribuinte regular de vários periódicos, principalmente o "New York Ledger". Ela morou em Georgetwon, D.C. até 1876, então em Yonkers, Nova Iorque, e novamente em Georgetown, D.C., onde morreu. Está sepultada em Oak Hill Cemetery.

## Carreira literária
Seu melhor trabalho foi “The Hidden Hand”. Surgiu inicialmente em forma de série no New York Ledger em 1859, e foi serializado mais duas vezes (1868-69, 1883), surgindo em forma de livro em 1888. A maioria de suas obras retrata o sul dos Estados Unidos durante o período posterior à Guerra Civil. Ela escreveu mais de sessenta livros e alguns deles foram traduzidos para o alemão, francês, chinês, espanhol, e português. Em 1872, uma edição de trinta e cinco volumes foi publicado na Filadélfia.

## Obras principais
- Retribution; ou The Vale of Shadows: A Tale of Passion (1849)
- The Deserted Wife (1850)
- The Mother-in-Law; ou The Isle of Rays (1851)
- Shannondale (1851)
- Virginia and Magdalene; ou The Foster Sisters (1852)
- The Discarded Daughter; ou the Children of the Ilse: A Tale of the Chesapeake (1852)
- The Curse of Clifton (1852)
- Old Neighborhoods and New Settlements; ou Christmas Evening Legends (1853)
- The Lost Heiress (1854)
- The Missing Bride (1855)
- Miriam the Avenger (The sequel to The Missing Bride) (1856)
- The Widow's Son (1856)
- India: The Pearl of Pearl River (1856)
- Viva; or The Secret of Power (1857)
- The Lady of the Isle; ou The Island Princess (1859)
- The Haunted Homestead and Other Nouvellettes (1860)
- The Gipsy's Prophecy: A Tale of Real Life (1861)
- Hickory Hall; ou The Outcast: A Romance of the Blue Ridge (1861)
- The Broken Engagement; ou Speaking theTruth for a Day (1862)
- Love's Labor Won (1862)
- The Fatal Marriage (1863)
- The Bridal Eve (1864)
- Allworth Abbey (1865)
- The Bride of Llewellyn (1866)
- The Fortune Seeker; or, The Bridal Day (1866)
- The Coral Lady; or The Bronzed Beauty of Paris (1867)
- Fair Play; or The Test of Lone Isle (1868)
- How He Won Her: A Sequel to Fair Play (1969)
- The Changed Brides (1869)
- The Brides Fate: A Sequel to "The Changed Brides" (1869)
- The Family Doom; ou The Sin of a Countess (1869)
- The Maiden Widow: A Sequel to the "Family Doom" (1870)
- The Christmas Guest; or The Crime and the Curse (1870)
- Cruel as the Grave (1871)
- Tried for Her Life (1871)
- The Lost Heir of Linlithgow (1872)
- The Noble Lord: The Sequel to "The Lost Heir of Linlithgow (1872)
- A Beautiful Fiend; ou Through the Fire (1873)
- Victor's Triumphs: The Sequel to "A Beautiful Fiend" (1874)
- Ishmael; or, In the Depths (1876)
- Self-Raised; ou From the Depths: A Sequel to "Ishmael." (1876)
- The Red Hill Tragedy: A Novel (1877)
- The Bride's Ordeal: A Novel (1877)
- Her Love or Her Life: A Sequel to "The Bride's Ordeal: A Novel (1877)
- Sybil Brotherton: A Novel (1879)
- The Trail of the Serpent; ou The Homicide at Hawke Hall (1880)
- Why Did He Wed Her? (1881)
- For Whose Sake? A Sequel to "Why Did He Wed Her?" (1884)
- A Deed Without a Name (1886)
- Dorothy Harcourt's Secret: Sequel to a "A Deed Without a Name." (1886)
- To His Fate: A Sequel to "Dorothy Harcourt's Secret" (s.d.)
- When Love Gets Justice: A Sequel "To His Fate." (s.d.)
- The Hidden Hand (1888)
- A Leap in the Dark: A Novel (1889)
- Unknown; or the Mystery of Raven Rocks (1889)
- Nearest and Dearest: A Novel (1889)
- Little Nea's Engagement: A Sequel to "Nearest and Dearest." (1889)
- For Woman's Love: A Novel (1890)
- An Unrequited Love: a Sequel to For Woman's Love (1890)
- The Lost Lady of Lone (1890)
- The Unloved Wife: A Novel (1890)
- When the Shadow's Darken: A Sequel to the Unloved Wife (no date)
- Lilith: A Sequel to "The Unloved Wife" (1891)
- Gloria: A Novel (1891)
- David Lindsay: A Sequel to Gloria (1891)
- "Em": A Novel (1892)
- Em's Husband (1892)
- The Mysterious Marriage: A Sequel to "A Leap in the Dark" (1893)
- A Skeleton in the Closet: A Novel (1893)
- Brandon Coyle's Wife: A Sequel to "A Skeleton in the Closet" (1893)
- Only a Girl's Heart: A Novel (1893)
- The Rejected Bride (1894)
- Gertrude Haddon (1894)
- Sweet Love's Atonement: A Novel (1904)
- Zenobia's Suitors: Sequel to Sweet Love's Atonement (1904)
- The Struggle of a Soul: A Sequel to "The Lost Lady of Lone" (1904)
- Her Mother's Secret (1910)
- Love's Bitterest Cup: A Sequel to Her Mother's Secret" (1910)
- When Shadow's Die: A Sequel to "Love's Bitterest Cup" (1910)
- When Love Commands (no date)
- Fulfilling Her Destiny: A Sequel to When Love Commands (no date)
- The Initials: A Story of Modern Life (no date)

## Emma Southworth no Brasil
- A Sogra foi publicada como volume 21 da Coleção Biblioteca das Moças, da Companhia Editora Nacional, em 1942. Tradução de Oliveira Ribeiro Neto[5].